# Onychomyrmex

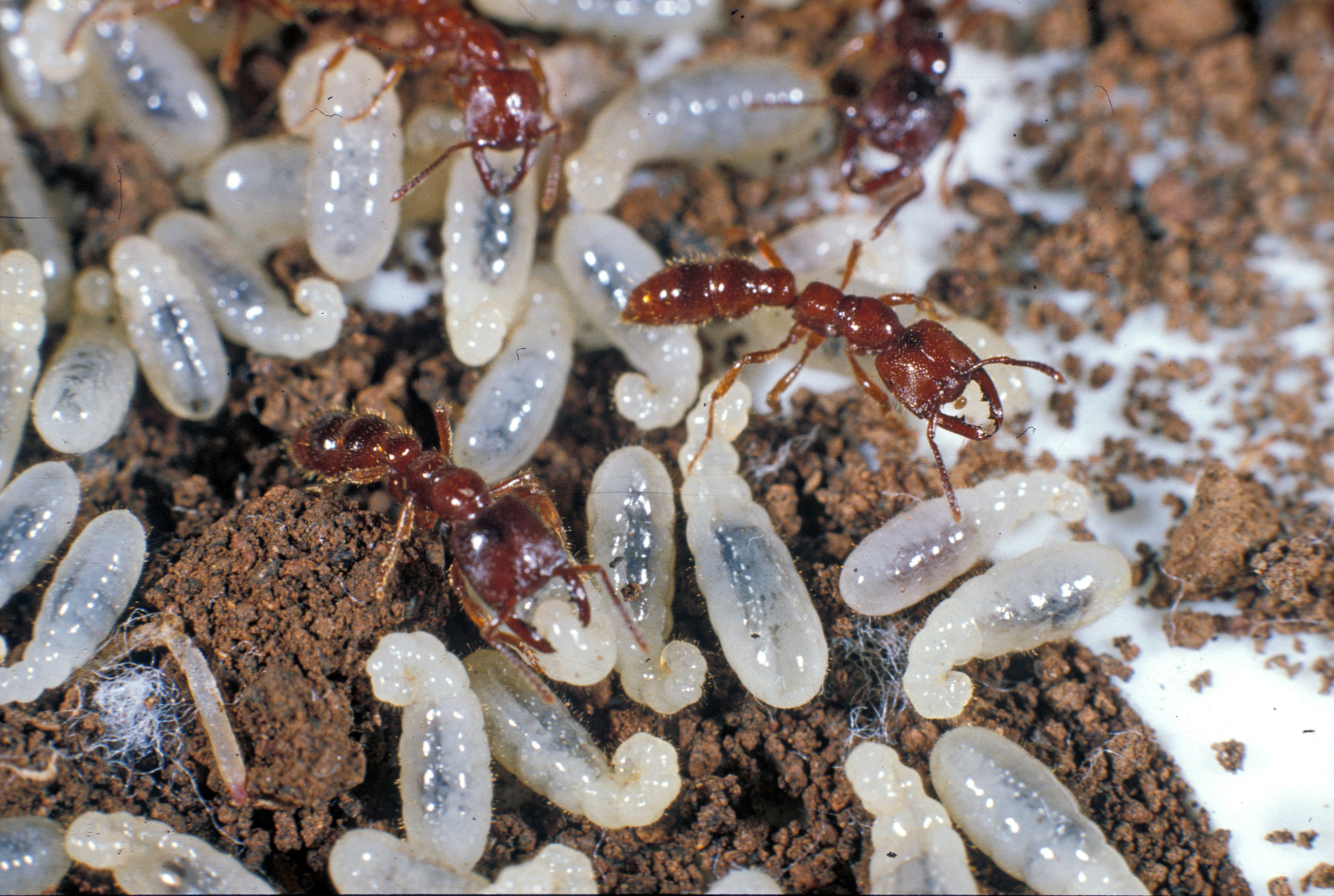
Муравей Onychomyrmex с личинками.

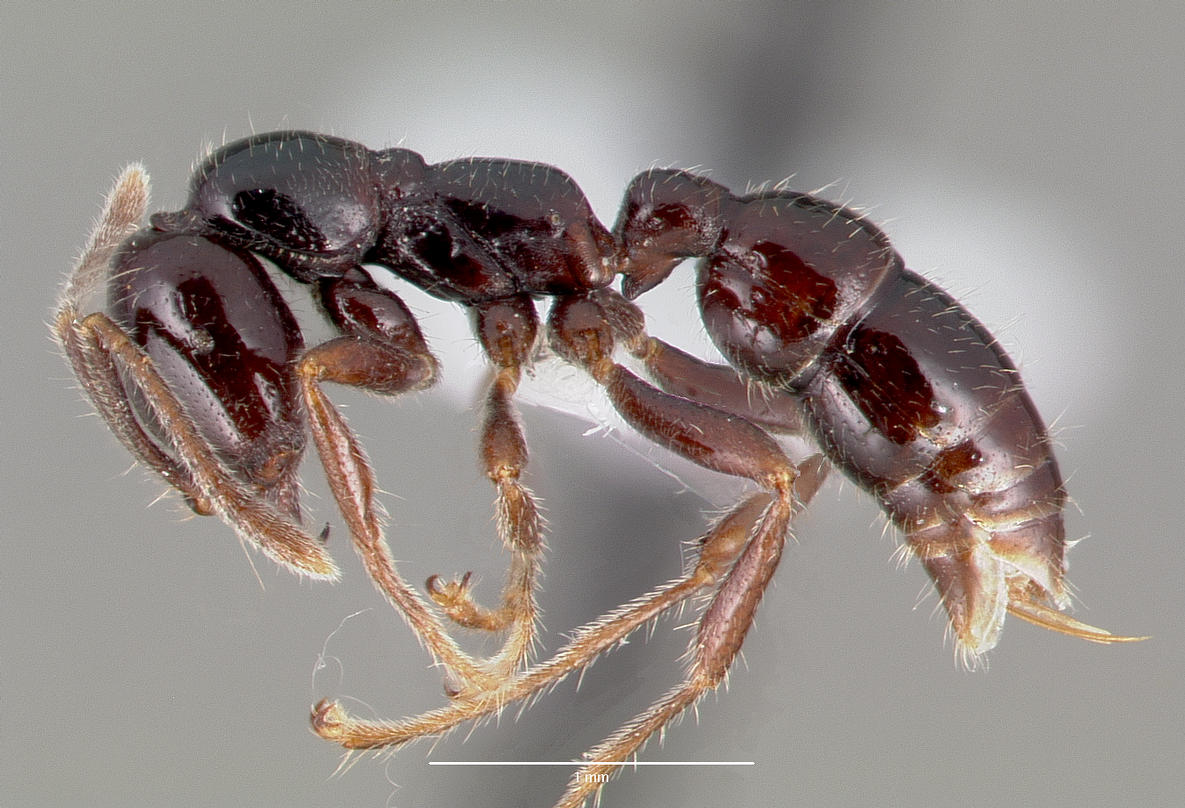
Муравей Onychomyrmex hedleyi.

Onychomyrmex (лат.) — род примитивных муравьёв (Formicidae) из подсемейства Amblyoponinae.

## Распространение
Австралия.

## Описание
Мелкие земляные муравьи (длина около 5 мм) с длинными узкими мандибулами и хорошо развитым жалом. Базальная группа муравьёв, специализированные охотники на разные группы членистоногих, например, многоножек. Ведут образ жизни, сходный с поведением кочевых муравьёв, имеют групповую охоту, регулярные кочёвки, бивуаки и дихтадииформных бескрылых самок. Усики 12-и члениковые. Глаза мелкие расположены в заднебоковой части головы. Род был впервые описан в 1895 году итальянским мирмекологом Карло Эмери по материалам из Австралии.

## Систематика
3 вида. Ранее род включали в подсемейство Понерины.
- Onychomyrmex doddi Wheeler, 1916
- Onychomyrmex hedleyi Emery, 1895
- Onychomyrmex mjobergi Forel, 1915